# Madeleine Ngono Mani
Madeleine Michèle Ngono Mani, née le 16 octobre 1983 à Mvaa, est une footballeuse internationale camerounaise évoluant au poste d'avant-centre.

## Biographie
Avec l'équipe du Cameroun, elle a participé aux Jeux olympiques d'été de 2012 à Londres.
Elle est finaliste, avec la sélection camerounaise, du Championnat d'Afrique 2014 et de la Coupe d'Afrique des nations 2016 ainsi que troisième de la Coupe d'Afrique des nations 2018. En 2019, elle est de nouveau retenue dans la sélection nationale du Cameroun pour la Coupe du monde. 
En 2020, elle rejoint le plus grand club féminin des Ardennes, le Club Athlétique Villers-Semeuse. Elle est la responsable de la section féminine du club évoluant en Regional 1. En 2022, elle remporte la Coupe des Ardennes après une victoire contre Monthermé-Thilay (2-0).